# Luzmela
Luzmela är en ort i Spanien.   Den ligger i provinsen Provincia de Cantabria och regionen Kantabrien, i den norra delen av landet, 300 km norr om huvudstaden Madrid. Luzmela ligger 141 meter över havet och antalet invånare är 1 982.
Terrängen runt Luzmela är kuperad. Runt Luzmela är det glesbefolkat, med 16 invånare per kvadratkilometer. Närmaste större samhälle är Torrelavega, 14,3 km öster om Luzmela. I omgivningarna runt Luzmela växer i huvudsak blandskog.